# Isola Bella (Taormina)
Isola Bella (szicíliai nyelven: Ìsula Bedda) kicsiny sziget Szicília keleti partjainál, Messina és Catania között félúton, Taormina közelében. A szigetet, mely a Jón-tenger apró öblében fekszik a „Jón-tenger gyöngyszeme” néven is ismerik. A sziget egészen 1990-ig magántulajdonban volt, amikor is Szicília régió megvásárolta és természetvédelmi területté alakította. A szigetet a Természetvédelmi Világalap (WWF) olasz szervezete irányítja. A szigetet a szárazfölddel egy, az áramlatok és árapály következtében folytonosan változó homoknyelv köti össze, mely dagály idején víz alá kerül. A sziget partja kicsiny és sziklás, a napfürdőzők körében népszerű.

## Története

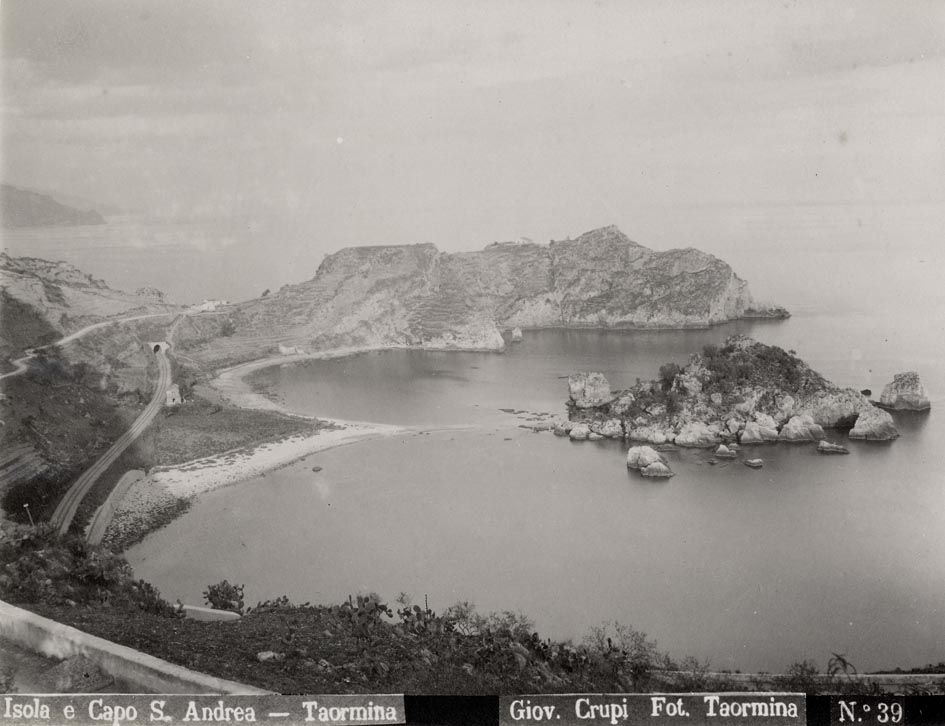
A sziget 1900 körül

A szigetet I. Ferdinánd nápoly–szicíliai király ajándékozta a közeli hegyen fekvő  Taormina városának 1806-ban. Ezt követően a szigetet egy bizonyos Travelyan asszony vásárolta meg 14 000 líráért. A hölgy egy kis házat épített magának, a szigetre pedig számos különféle egzotikus növényt telepített be, melyek ma is lényeges részét képezik a sziget flórájának. Fiának halála után Travelyan asszony elhagyta a szigetet, melyet férjére, Salvatore Cacciolára hagyott, aki húsz éven át volt Taormina polgármestere. Cacciola halála után a szigetet egyetlen unokája, Cesare Acrosso örökölte.
Acrosso, vagy szicíliai kifejezéssel Don Cesare a helyi önkormányzattól nem kapott engedélyt egy villa felépítésére a szigeten, ezért eladta azt. Az új tulajdonos, Lo Turco sem kapott építési engedélyt, ezért a sziget ötven éven át elhagyatottan állt, csak a helyi halászok látogatták. A szigetet 1954-ben vásárolták meg legutolsó tulajdonosaik, a Bosurgi testvérek, akiknek több országban is jól menő vállalkozásuk volt, a Sanderson & Son illatszergyár. A Bosurgik átalakították a szigetet, úgy építették meg rajta házukat, hogy a táj képét megőrizték. Amíg a szigeten éltek, a sziget a vállalkozók, hajótulajdonosok és hírességek találkozóhelye volt. A Sanderson cég csődje után azonban kénytelenek voltak elárverezni a szigetet, melyet végül 1990-ben Szicília régió vásárolt meg.

## Környezetvédelem
Az UNESCO már korábban felfigyelt a sziget értékeire, 1983-ban felhívta a kormány figyelmét, hogy tegyenek meg mindent, hogy a sziget állami tulajdonba kerüljön. Szicília régió 1988-ban kiadott 14-es törvénycikkelye alapján a szigetet természetvédelmi területté nyilvánították. Miután Szicília régió megszerezte a sziget tulajdonjogát, a Környezetvédelmi Tanács 1998. november 4-én  a WWF olasz szervezetének, a  WWF Italia-ONLUS-nak a kezelésére bízta.
Isola Bella, Taorminával együtt 2006. június 1-je óta az UNESCO világörökségi javaslati listáján is szerepel.
1999 augusztusa óta a sziget egy irányító testület felügyelete alatt áll. Személyzetét egy igazgató és két felügyelő alkotja. Ez utóbbiak, a rendőrséggel együtt folytonosan ellenőrzik a területet, figyelemmel kísérik a természetvédelmi területen folyó tevékenységeket. Az irányító testület koordinálja a területen folyó tudományos kutatásokat is. Ugyanők illetékesek a szigeten vezetett túrák szervezésében is.

## Növényzet

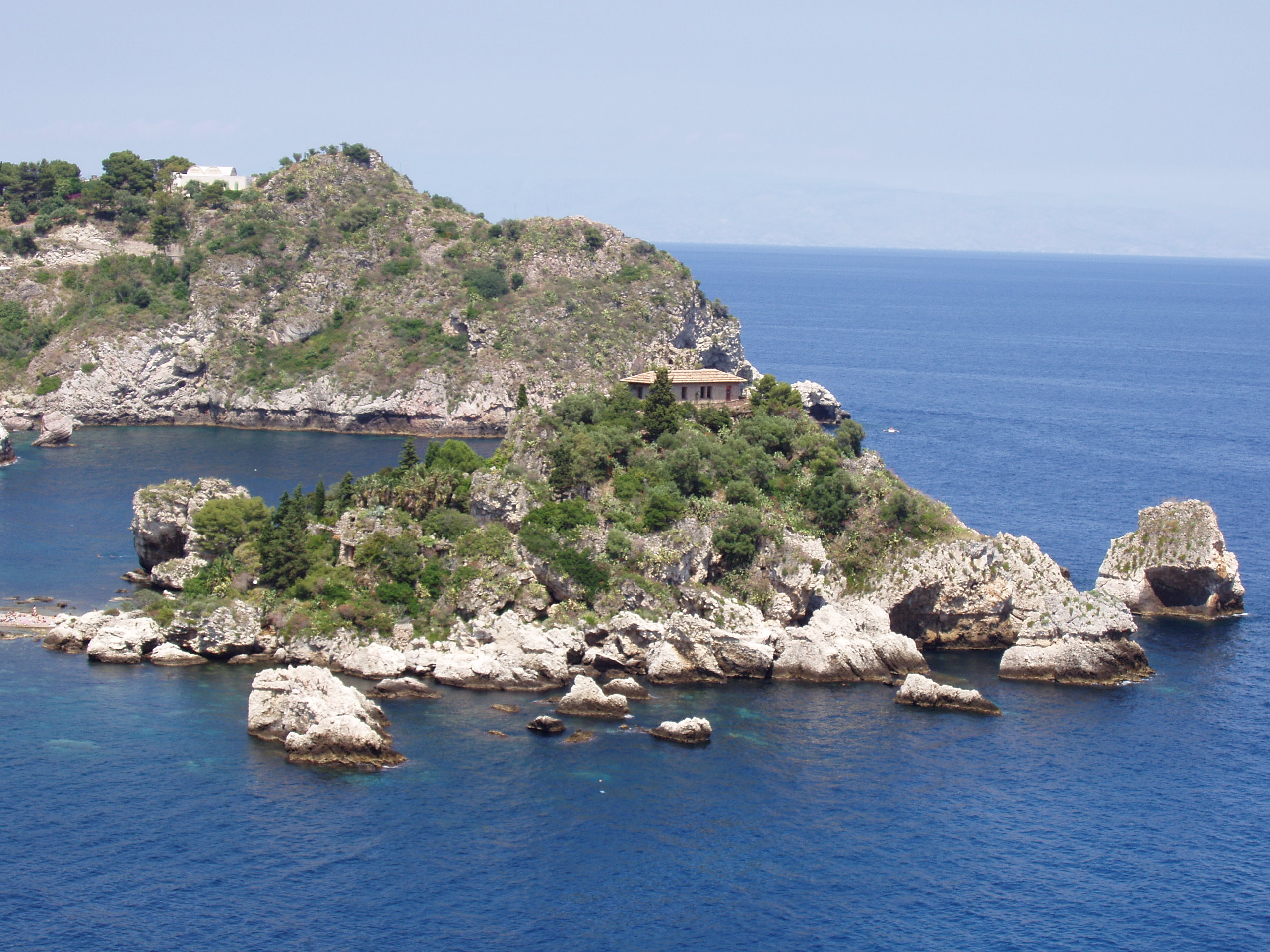
A sziget ma

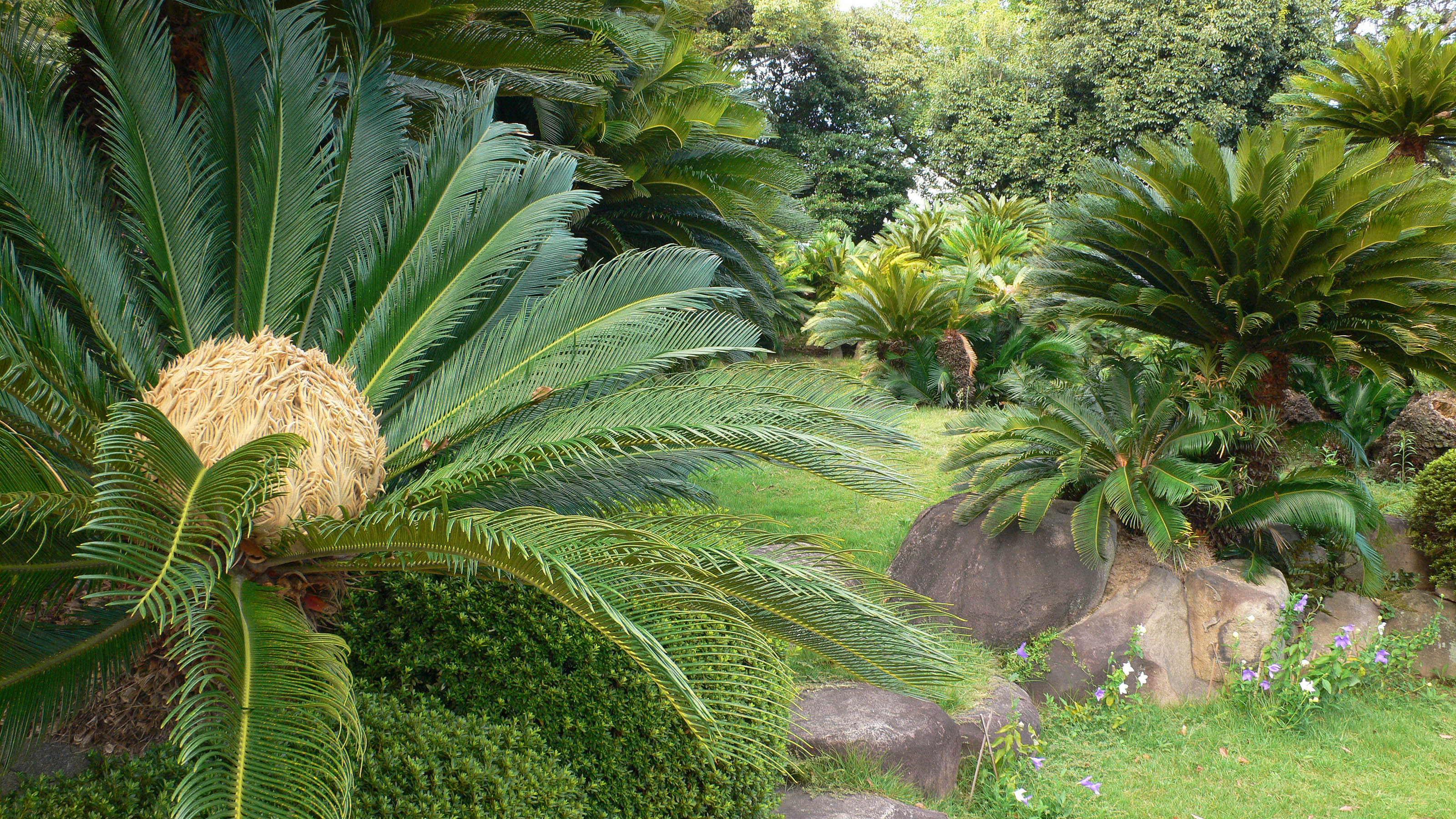
Szágópálma

A szigetnek meglehetősen szokatlan flórája van, különösen az „A” zónában, mivel a természetes mediterrán növényzet mellett egzotikus növényzet is található, ilyenek például az óriás strelícia (Strelitzia augusta), a sárkányfa (Dracaena draco), a szágópálma (Cycas revoluta). Ezek a betelepített növények mindannyian mediterrán klímájú területekről származnak, így a sziget ideális körülményeket nyújt számukra, egyes helyeken még a természetes növényzetet is felváltják. Ilyen fajok a Pistacea lentiscus, az Euphorbia dendroides, és a Rhamnus alaternus. A Capo Sant’Andrea növényzetét az erdészek telepítették újra. A területet számos faja nagyon fontos, különösen azokon a sziklás területeken, ahol az emberi beavatkozás nehézkes. Ilyen helyeken néhány ritka, akár ősi faj is megtalálható, például a Brassica incana; a Limonium ionicum és a taorminai búzavirág (Centaurea tauromenitana).

## Állatvilág
A sziget számos madárfajnak ad otthont, ezek közül néhány egész évben itt él, egyesek csak pár hónapig, míg mások vándorlásuk során csak egy néhány napot töltenek itt. A legsűrűbben lakott helyek a sziklaszirtek. Az itt élő madarak többsége tengeri madár, például az ezüstsirály (Larus argentatus), a korallsirály (Laurus audouinii), a jégmadár (Alcedo atthis), valamint néhány olyan faj, melyek sziklafalakon élnek, például a vándorsólyom (Falco peregrinus), a kék kövirigó (Monticola solitarius), a havasi sarlósfecske (Apus melba). Bár az öböl forgalma nagy, mégis találhatók érdekes, ritka fajok, például a kis vöcsök (Tachybaptus ruficollis), a kormorán (Phalacrocorax carbo), és a szürkegém (Ardea cinerea). A fás-bozótos növényzet madarak százainak nyújt rejtekhelyet: európai szalakóta (Coracias garrulus), búbos banka (Upupa epops), kuvik (Athene noctua), valamint kisebb madárfajok: tengelic (Carduelis carduelis), barázdabillegető (Motacilla alba) és a kékcinege (Parus caeruleus). Számos hüllő is él a szigeten, különösen érdekes egy bizonyos gyíkféle, melynek pikkelyei színesek, hasi oldalának színezete vörös, mely az évszaktól függően sötétebb vagy világosabb árnyalatot vehet fel. Egyes tanulmányok szerint ez egy őshonos faj, a Podarcis sicula medemi, de mivel a tanulmányok régiek, megerősítésre szorulnak.
A tenger nem tartozik a természetvédelmi terület irányítása alá, bár annak lényeges részét képezi. Fajok ezrei élnek benne, tengeri növények, melyek számos más élőlénynek nyújtanak menedéket és táplálékot. A tenger felszíne alatt rákok, kagylók és különféle halak élnek, melyek a tengeri növények közt keresnek táplálékot.

## Külső hivatkozások
- Taormina Tourist Sites (angolul)